# Silniční vláček

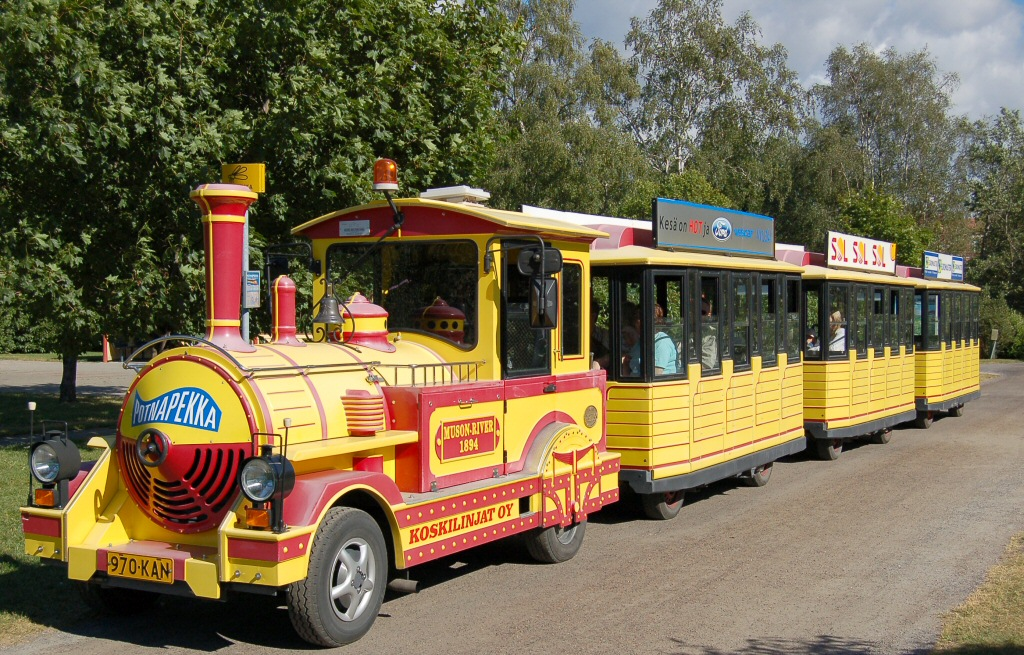
Oulu, Finsko

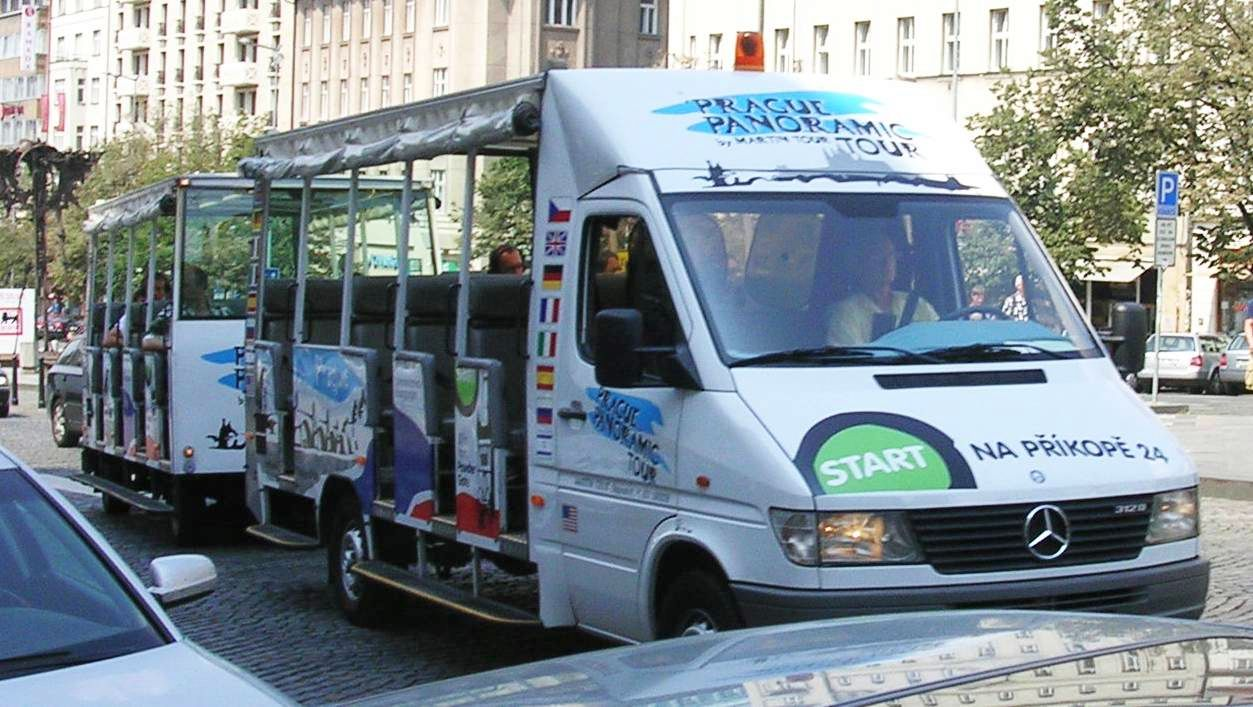
Praha, Václavské náměstí

Silniční vláček nebo vyhlídkový vláček jsou neoficiální označení pro jízdní soupravu malých vozidel, která bývá používána zejména k přepravě turistů po atraktivních oblastech a která vzhledem připomíná železniční vláček. Metodika českého ministerstva dopravy tyto soupravy označuje termínem turistický vyhlídkový vláček a zkratkou TVV.

## Silniční vláčky v Česku
V Česku silniční vláčky pro turisty jezdí například v centru Prahy, v Moravském krasu, v přírodních oblastech severovýchodních Čech, v Poděbradech, Znojmě, Vranově nad Dyjí a uvnitř mnoha zoologických zahrad. 
Podle Odboru provozu silničních vozidel Ministerstva dopravy musí mít vícevozové osobní soupravy schválenou technickou způsobilost k tomuto provozu. Celá souprava speciálního tahače a speciálních přívěsů pro dopravu osob (silniční vozidla kategorie R) se schvaluje jako celek a vybavuje jen jedním párem poznávacích značek (tím se mimo jiné i obchází zákaz přepravy osob v přívěsech motorových vozidel). Trasu a dobu pohybu těchto souprav údajně schvaluje (stanovuje) příslušný obecní nebo krajský úřad.
Metodika ministerstva dopravy definuje turistický vyhlídkový vláček (TVV) jako zvláštní soupravu vozidel určenou k sezónní přepravě návštěvníků v turisticky
zajímavých lokalitách, s více než 9 místy k sezení a s maximální rychlostí do 25 km*h−1. Tyto vláčky patří podle rozdělení stanoveného zákonem č. 56/2001 Sb. do kategorie Z. Souprava TVV se skládá z tahače-lokomotivy a maximálně 3 přívěsů-vagónů, nebo se může jednat i o sólo tahač-lokomotivu, pakliže je vybaven sedadly, kromě obsluhy i pro přepravu dalších osob. Souprava může mít –podle ministerstské metodiky pro schvalování vozidel – zákaz provozu na některých komunikacích a nesmí být v žádném případě využita k městské nebo meziměstské hromadné dopravě osob. Všechny přepravované osoby musí mít k dispozici sedadlo a za jízdy musí sedět. Ačkoliv celá souprava dostává dohromady jen jeden pár shodných registračních značek, každé jednotlivé vozidlo soupravy musí mít nesmazatelně vyznačeno své výrobní číslo VIN, tahač má vlastní technický průkaz a osvědčení o registraci vozidla, každé přípojné vozidla má mít vlastní technické osvědčení. V technickém průkazu tahače mají být uvedena výrobní čísla všech jeho přípojných vozidel, to neplatí pro typově schválená vozidla soupravy. Součástí technické dokumentace musí být návod k obsluze a údržbě, ve kterém musí být stanoveno, že k obsluze je vyžadová řidičský průkaz D+E (tj. pro autobus s přívěsem) a vymezeno, po jakých třídách komunikací smí být souprava provozována, nebo zda pouze v neveřejných prostorách, a to z provozem vozidel nebo chodců nebo bez provozu.